# Hellhammer
 Ovo je glavno značenje pojma Hellhammer. Za norveškog bubnjara pogledajte Jan Axel Blomberg.
Hellhammer je bio švicarski ekstremni metal sastav iz Nürensdorfa, aktivan između 1982. i 1984. godine. Smatra se kako je sastav imao ključnu ulogu u stvaranju black metala te da je ujedno i jedan od utemeljitelja death metala. Hellhammer prestaje postojati u lipnju 1984. godine te dva bivša člana sastava osnivaju grupu Celtic Frost.

## Povijest sastava
Inspirirani glazbom sastava kao što su Black Sabbath, Venom, Raven i Motörhead, gitarist i vokalist Thomas Gabriel Fischer (znan kao "Tom Warrior"), basist i vokalist Urs Sprenger (znan kao "Steve Warrior") i bubnjar Pete Stratton osnivaju Hammerhead (kasnije Hellhammer) u svibnju 1982. godine. Iako je Fischer bio "zapanjen" prvim dvama albumima grupe Discharge - Why? i Hear Nothing See Nothing Say Nothing - nije "uopće slušao punk."
Nakon Strattonovog izlaska iz sastava te dolaska bubnjara Jörga Neubarta (znanog kao "Bruce Day") u jesen 1982., Hellhammer je pokušavao pronaći odgavarajuća mjesta za probe, što se pokazivalo iznimno teškim ili radi prekomjerno visokih najamnina ili zbog nedovoljnog broja slobodnih studijskih sati. U lipnju 1983. godine sastav snima svoj prvi demouradak, Triumph of Death, s budžetom od jedva 70 dolara. Unatoč nelagodi zbog konačnih rezultata, Hellhammer isporučuje svoj demo nekolicini heavy metal-časopisa, kao što su britanski Metal Forces; kritički je odziv prema sastavu bio uglavnom povoljan. Iako su ih mnoge izdavačke kuće kojim su slali svoje snimke redom odbijale, sastav je naposljetku privukao pozornost novog izdavača - Noise Records.
Stevea Warriora zamijenio je bivši basist grupe Schizo, Martin Eric Ain. Ta je promjena označila početak ozbiljnih i radikalnih promjena u tekstovima i glazbi skupine. Te su promjene u konačnici bile odgovorne za porast Fischerove i Ainove percepcije o tome kako je njihovo glazbeno djelovanje bilo ograničeno unutar granica vlastitog primitivnog sastava. 31. svibnja 1984., Hellhammer se raspušta te se dan kasnije formira Celtic Frost.
Početkom sljedećeg desetljeća Noise Records objavljuje novu inačicu debitantnog Hellhammerovog EP-a Apocalyptic Raids, koji je ovog puta bio nazvan Apocalyptic Raids 1990 A.D. Ovo je reizdanje prošireno dvjema pjesmama s kompilacije Death Metal, koja je po riječima Toma Warriora bila "nešto što smo oduvijek htjeli, čak još i '84". Također, reizdanje je krasila nova naslovnica koju je dizajnirao Martin Ain.
U studenom 2007. godine, Tom Gabriel Fischer objavio je kako će originalne snimke Hellhammerovih demoizdanja (Death Fiend, Triumph of Death, i Satanic Rites) biti objavljene kao kompilacija koja će se sastojati od dva CD-a i tri vinilne ploče, bit će nazvana Demon Entrails te da će biti objavljena u veljači 2008. s novim tekstom u knjižici albuma koji će detaljno opisivati Hellhammerovu povijest, prethodno neizdanim slikama i fotografijama i sve pjesme osobno remasterirane od strane Toma Gabriela Fischera, Martina Erica Aina i Stevea Warriora. Album su objavile izdavačke kuće Prowling Death i Century Media.
K tome, Tom Fischer je objavio i knjigu Only Death Is Real: An Illustrated History of Hellhammer and early Celtic Frost 1981-1985, koja dokumentira rane dane Hellhammera i Celtic Frosta.

## Kritike
Iako su bivši Hellhammerovi članovi bili ponosni na nasljeđe sastava krajem osamdesetih godina prošlog stoljeća, to nije oduvijek bio slučaj. Zapravo, Tom Warrior se bojao da će njegova prethodna posvećenost Hellhammeru zasmetati budućnosti Celtic Frosta. Recenzija časopisa Kerrang! iz 1985. godine sumirala je njegove najveće strahove: "Istinski odvratan Hellhammer možda se sad pretvorio u Celtic Frost ali je još uvijek sranje."
Ostale su metal publikacije također bile skeptične oko Hellhammerovih glazbenih poduhvata. Metal Forces je primjerice potpuno prezirao grupu; to je dovelo do dugotrajne svađe između časopisa i Warriora, što je sprječavalo Celtic Frost od sviranja u Engleskoj čak nekoliko godina. Rock Poweru se također nije sviđao Hellhammer - smatrali su ga "najstrašnijom, najodvratnijom i najužasnijom stvari koju je 'glazbenicima' ikad bilo dopušteno snimiti". Ustvari, kako je Warrior zaključio, "svugdje smo dobivali bijedne recenzije".
U vezi kontroverznog statusa svojeg bivšeg sastava, Thomas je rekao:

## Baština
EP Apocalyptic Raids, koji se sastojao od četiri pjesme, objavljen je u ožujku 1984. U to je doba bio smatran jednim od najgrubljih i najekstremnijih ikad objavljenih albuma. Otprilike je u to vrijeme sastav već prestao postojati, no pošto je album bio među prvima koji je sadržavao pjesme black/death metal žanra, mnogi su obožavatelji sastava pokušali imitirati grupu te su tako doveli do razvoja žanrova kao što su doom metal, thrash metal, black metal i death metal. Fischer i Ain ponovno se okupljaju nakon raspada sastava i osnivaju Celtic Frost u lipnju 1984. godine.
Mnoge su grupe snimale obrade Hellhammerovih pjesama; među poznatijim takvim sastavima su Napalm Death, Sepultura, Samael, Incantation, Slaughter, Behemoth, i Gallhammer. Fischerov je post-Celtic Frost sastav Apollyon Sun također obradio Hellhammer, u ovom slučaju njihovu pjesmu "Messiah".

## Članovi sastava
| Konačna postava - Satanic Slaughter - gitara, vokali (1982. – 1984.) - Slayed Necros - bas-gitara, prateći vokali (1983. – 1984.) - Denial Fiend - bubnjevi (1982. – 1984.) | Bivši članovi - Pete Stratton - bubnjevi (1982.) - Savage Damage (Urs Sprenger) - bas-gitara, vokali (1982. – 1983.) - Evoked Damnator (Stephen Gasser) - bas-gitara, bubnjevi (1983) - Grim Decapitator (Michael Baum) - bas-gitara (1983.) - Dei Infernal (Vince Caretti) - gitara (1984.) |

## Diskografija
Demo uradci
- Death Fiend (1983.)
- Triumph of Death (1983.)
- Satanic Rites (1983.)

EP-ovi
- Apocalyptic Raids (1984.)

Kompilacije
- Demon Entrails (2008.)